# Новозеландская тройнозубая акула
Новозеландская тройнозубая акула (лат. Gollum attenuatus) — вид хрящевых рыб из семейства ложнокуньих акул отряда кархаринообразных. Обитает в Тихом океане, эндемик прибрежных вод Новой Зеландии. Встречается на материковом склоне на глубине от 300 до 600 м. Максимальная зафиксированная длина 1,1 м. У этих акул тонкое удлинённое тело, окрас коричневатый. Размножаются бесплацентарным живорождением. Эмбрион питается желтком и, возможно, гистотрофом. Рацион состоит из мелких костистых рыб и ракообразных. Не является объектом коммерческого промысла. Не представляет опасности для человека.

## Таксономия
Вид впервые описан в 1954 году. Голотип представляет собой взрослого самца, длиной 93 см, пойманного траулером Maimai в декабре 1953 года на глубине 220 м у берегов мыса Паллисер (остров Северный, Новая Зеландия).. Он был сохранён экипажем траулера как диковинка и подарен ихтиологу Джеку Гаррику, который описал новый вид. Он назвал его Triakis attenuata, видовой эпитет происходит от слова англ. attenuate — «тонкий», «изящный».
В 1973 году Леонард Компаньо предложил отделить новозеландскую тройнозубую акулу от рода тройнозубых акул (Triakis) и отнести её к новому роду, назвав его в честь Горлума — одного из ключевых персонажей произведений Джона Р. Р. Толкина «Хоббит, или Туда и обратно» и «Властелин Колец», «на которого эта акула походит формой и привычками». Он отнёс род к семейству ложнокуньих акул, отметив, однако, существенное анатомическое сходство с мелкозубой акулой (Pseudotriakis microdon). В то время Компаньо считал, что род мелкозубых акул (Pseudotriakis) является единственным членом семейства ложнокуньих акул (Pseudotriakidae) на основании аутапоморфии. Ранее он и ряд автором в большей степени склонялись к объединению род новозеландских тройнозубых акул и рода мелкозубых акул внутри семейства ложнокуньих акул. Эта систематизация была пересмотрена в 2006 году на основании филогенетического анализа, проведенного Хуаном Андре Лопесом и его коллегами, в ходе которого был обнаружен высокий уровень генетического сходства. В результате была образована побочная клада, отдельная от рода полосатых кошачьих акул (Proscyllium).

## Ареал
Ареал новозеландских тройнозубых акул ограничен верхним и средним материковым склоном вокруг Новой Зеландии, включая такие подводные ландшафтные образования как Three Kings Ridge, Плато Челенджер и Wanganella Bank. Этот довольно редкий вид акул встречается в основном на глубине от 300 до 600 м, хотя глубинный диапазон его обитания составляет от 129 до 724 м. Новозеландские тройнозубые акулы предпочитают воду с температурой около 10 °C и солёностью приблизительно 34,8 ‰.

## Описание
У новозеландских тройнозубых акул очень тонкое вытянутое тело и приплюснутая голова. Расстояние от кончика рыла до рта приблизительно равно ширине рта. По углам рта имеются короткие губные борозды. Овальные глаза вытянуты о горизонтали и оснащены мигательными мембранами. Под глазами имеются выступы, а позади — дыхальца. Ноздри обрамлены небольшими кожными лоскутами. Расстояние между ноздрями составляет от 1,8 до 1,9 ширины ноздрей. На верхней и нижней челюстях имеется по 96—99 и 108—114 рядов мелких, тесно поставленных зубов. Каждый зуб оканчивается центральным остриём, по бокам которого имеются небольшие зубчики. У новозеландских тройнозубых акул пять пар очень коротких жаберных щелей.

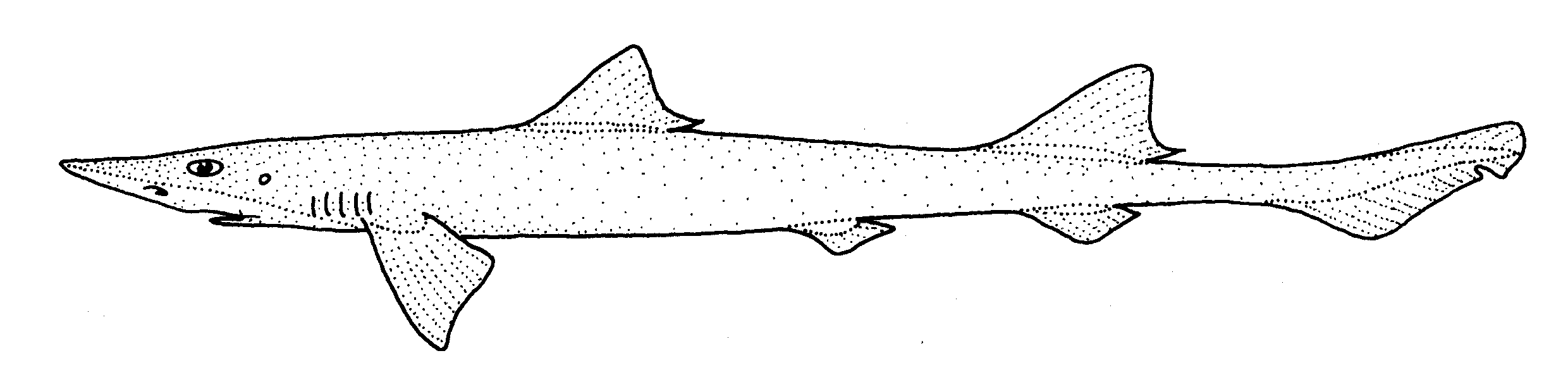

Грудные плавники начинаются под четвёртой парой жаберных щелей. Каудальный край грудных плавников слегка вогнут. Брюшные плавники маленькие, у самцов имеется пара заострённых птеригоподиев. Основание первого спинного плавника лежит между основаниями брюшных и грудных плавников. Первый и второй спинные плавники приблизительно равны по высоте и форме. Анальный плавник почти в два раза меньше обоих спинных плавников, его основание лежит под основанием второго спинного плавника. Хвостовой плавник короткий и узкий, его длина составляет около 1/6 длины тела. Нижняя доля хвостового плавника практически неразличима. У края верхней лопасти имеется вентральная выемка. Кожу покрывают мелкие кожные зубчики в форме короны. Окрас серо-коричневый, брюхо светлое. Максимальная зафиксированная длина 1,1 м, а вес 4 кг. Самки в целом крупнее самцов.

## Биология

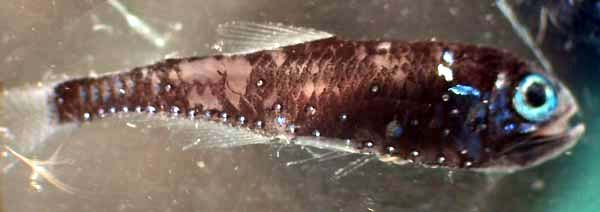
Основу рациона новозеландских тройнозубых акул составляют мактофы.

Новозеландские тройнозубые акулы, скорее всего, ведут стайный образ жизни. Они охотятся на разнообразных донных рыб и беспозвоночных, а также поедают отбросы; в их желудках находили человеческий мусор. Важной составляющей их рациона являются мелкие костистые рыбы, такие как миктофы, за ними следуют десятиногие раки. Кроме того, они поедают головоногих и брюхоногих моллюсков, равноногих раков, офиур, мелких акул и акульи яйца. На плато Челенджер основу рациона молодых новозеландских тройнозубых акул длиной до 50 см составляют головоногие.
Новозеландские тройнозубые акулы размножаются бесплацентарным живорождением с оофагией, форма которой отличается от способа размножения ламнообразных акул. У взрослых самок имеется один функциональный яичник, расположенный с правого бока, и две функциональных матки. В каждом яичнике одновременно развивается по одному эмбриону, поэтому в помёте чаще всего бывает 2 новорожденных (реже один). Внутренняя поверхность яичников покрыта ворсинками. Внутри яйцевода имеются 30—80 яиц диаметром 4—8 мм, заключённые в единую жёсткую капсулу янтарного цвета; оплодотворяется и развивается в эмбрион только одна яйцеклетка, тогда как остальные начинают разрушаться. Эмбрион питается этими яйцами и передаёт желтковое вещество во внешний желточный мешок, который служит основным источником питания во время беременности. Процесс оофагии завершается к моменту, когда эмбрион достигает длины 10—39 мм. Вторичным источником питательных веществ может служить гистотроф, производимый матерью. По достижении длины 29—40 мм эмбрион вылупляется из капсулы, которая к тому моменту становится прозрачной и студенистой. У эмбрионов длиной 4—25 см имеются хорошо развитые жаберные тычинки. Желточной мешок пустеет незадолго до родов, когда эмбрион достигает длины 34—42 см. Самцы и самки становятся половозрелыми при длине около 70 см.

## Взаимодействие с человеком
Вид не представляет опасности для человека. Коммерческой ценности не имеет. Иногда попадает в качестве прилова в глубоководные тралы и ярусы.  В северной части ареала рыбный промысел почти не ведётся. Из-за медленной репродукции вид чувствителен к антропогенному воздействию, для удвоения численности популяции требуется более 14 лет. Международный союз охраны природы присвоил этому виду статус «Вызывающий наименьшие опасения».